# Hollandse IJssel
Hollandse IJssel – rzeka w Holandii, w prowincji Holandia Południowa. Jej długość to 46 km. Swój bieg rozpoczyna w Nieuwegein, kontynuując bieg kanału Doorslag, następnie płynie na zachód m.in. przez Montfoort, Oudewater, Haastrecht, Goudę, Moordrecht i Nieuwerkerk aan den IJssel, kończąc swój bieg na wschód od Rotterdamu, na granicy Capelle aan den IJssel i Krimpen aan den IJssel, gdzie wpływa do Nowej Mozy. W pobliżu ujścia na rzece znajduje się kompleks przeciwpowodziowy Stormvloedkering Hollandse IJssel.
Dawniej Hollandse IJssel była odgałęzieniem rzeki Lek, jednak w 1285 roku przy rozgałęzieniu postawiono tamę (Dam bij het Klaphek), blokując dopływ wody z Lek. Od tego czasu początkiem rzeki jest koniec kanału Doorslag (dawniej Vaartse Rijn).